# Dießen am Ammersee
Dießen am Ammersee település Németországban, azon belül Bajorországban. Lakosainak száma 10 596 fő (2023. december 31.). Dießen am Ammersee Landsberg am Lech, Wessobrunn, Pähl és Raisting községekkel határos.

## Népesség
A település népessége az elmúlt években az alábbi módon változott:
| Lakosok száma | 1176 | 5436 | 6196 | 8318 | 10 198 | 10 203 | 10 491 | 10 476 | 10 584 | 10 596 |
|               | 1875 | 1950 | 1975 | 1987 | 2012   | 2014   | 2016   | 2017   | 2021   | 2023   |